# Peperomia crinicaulis
Peperomia crinicaulis är en pepparväxtart som beskrevs av C. Dc.. Peperomia crinicaulis ingår i släktet peperomior, och familjen pepparväxter. Inga underarter finns listade i Catalogue of Life.